# زقين رأس الرجاء
زقين رأس الرجاء (الاسم العلمي:Diascia capensis) هو نوع من النباتات يتبع جنس الزقين من الفصيلة الغدبية.